# Vesela jesen 1995
XXVIII. Vesela jesen je potekala 7. oktobra 1995 v dvorani Tabor v organizaciji Radia Maribor. Vodil jo je Zoran Turk, orkestru pa je dirigiral Edvard Holnthaner.

## Tekmovalne skladbe
| #   | Izvajalec               | Naslov pesmi                 | Avtorji (glasbe – besedila – aranžmaja)                        | Nagrade                                                                                           |
| --- | ----------------------- | ---------------------------- | -------------------------------------------------------------- | ------------------------------------------------------------------------------------------------- |
| 1.  | Kristali                | Leto je dugo, življeje pa ne | Edvin Fliser – Miroslav Slana – Oto Pestner                    | zlati mikrofon, nagrada poslušalcev radia, 2. nagrada za besedilo                                 |
| 2.  | Strašna Jožeta & Komet  | Jožeka patrona               | Toni Miklavc – Strašna Jožeta – Bojan Adamič                   |                                                                                                   |
| 3.  | Darko Kegl              | Pesen s Prlekije             | Darko Kegl – Kegl – Jani Golob                                 |                                                                                                   |
| 4.  | Le Baron                | Narlepš je opicam            | Boris Jelenko – Brigita Kobe – Jani Golob                      |                                                                                                   |
| 5.  | Maja Pur                | Moj koroški dom              | Igor Podpečan – Mitja Šipek – Dečo Žgur                        | 3. nagrada za besedilo                                                                            |
| 6.  | Relax                   | Mi Krašovci                  | Leon Strnad, Zvezdan Sever – Strnad, Sever – Edvard Holnthaner |                                                                                                   |
| 7.  | Zasavci                 | Prjatu, pij pučas            | Igor Podpečan – Nande Razboršek – Milan Ferlež                 |                                                                                                   |
| 8.  | Miran Zadnik            | Ma hod se mal sulit          | Bojan Lavrič – Ivan Sivec – Milan Ferlež                       |                                                                                                   |
| 9.  | Cmok                    | So muzikanti res ta pravi    | Zoran Košir – Pavli Platovšek – Oto Pestner                    |                                                                                                   |
| 10. | Veter                   | Naj živi Martin              | Dejan Tabor – Janez Hameršek, Darjan Colja – Bojan Adamič      |                                                                                                   |
| 11. | Milenka Krajnc-Kocbek   | Tak dolg ko svejt stoji      | Boris Rošker – Vera Šolinc – Jože Privšek                      |                                                                                                   |
| 12. | Čudežna polja           | Rana vura                    | Gorazd Elvič – Dragica Škerlevaj – Oto Pestner                 |                                                                                                   |
| 13. | Sanja Mlinar            | Ti in jst                    | Edvin Fliser – Darja Mlinar – Tomaž Kozlevčar                  |                                                                                                   |
| 14. | Don Juan                | Živ'me se se zgudi           | Vojko Sfiligoj – Vili Bertok – Tomaž Kozlevčar                 |                                                                                                   |
| 15. | Alenka & Monika Heričko | Muoja mladost                | Boris Rošker – Metka Karba Jauk – Jože Privšek                 | zlati klopotec, 1. nag. občinstva, 1. nag. strokovne žirije, 1. nag. za besedilo, nag. za aranžma |
| 16. | Classic                 | Ostav s'm na gruntuo         | Franc Šegovc – Šegovc – Edvard Holnthaner                      |                                                                                                   |